# 中國道教史
中國道教史是二千多年來中國道教的發展、演變和興衰。道教最具特徵的信仰是肉身的長生不死，戰國時代中期已有濃厚的求仙風氣，老莊道家啟發後來道教的教義，老子受追認為道教的始創者，尊為太上老君。秦始皇、漢武帝都迷戀神仙之說，積極求仙與長生不死。東漢時有組織的教團興起，太平道人多勢眾發動起義，間接促使漢朝滅亡；五斗米道則在漢中建立政教合一的王國，演變成後世的天師道。晉代葛洪宣揚神仙思想，集各種長生術之大成，撰有《抱朴子》及《神仙傳》，對後世影響重大。南朝道士陸修靜編訂道經目錄，整理修訂齋醮等各類科儀，奠定道藏與道教儀式的基礎。北朝道士寇謙之授予太武帝符籙，使北魏一度以道教為國教。
唐朝尊奉老子為皇室始祖，有唐一代道教得到帝室有力保護，要祈禱皇帝健康國家安寧，具有御用宗教的特點，唐玄宗熱衷於道教祭祀，著名道士有司馬承禎和杜光庭。宋朝利用道教提高帝室權威，宋真宗時有天書封祀事件，宋徽宗則自稱教主道君皇帝；內丹術經道士張伯端、白玉蟾等人的闡揚，從宋代開始流行。金朝是中國宗教史上創教活動最活躍的時代，有太一教、真大道教、全真教三個新道教教派興起，全真教深獲蒙元帝室信納，模倣佛教建立出家制度，融合金丹派的內丹修煉法，一直流傳至今。明清時代道教的特徵是，將民間信仰中受歡迎的神靈，如文昌帝君、媽祖、關公等積極納入道教，明世宗醉心道教，寵信道士，清室對道教的尊崇則不如前朝，正一教地位下降，但道教與民間社會仍關係緊密。民國時期道教被知識份子批評為封建迷信，影響力下降，中華人民共和國成立後，道教進一步受打擊，一度徹底被邊緣化，改革開放以後開始緩慢復興，但其影響力已經大不如前。

## 戰國時代

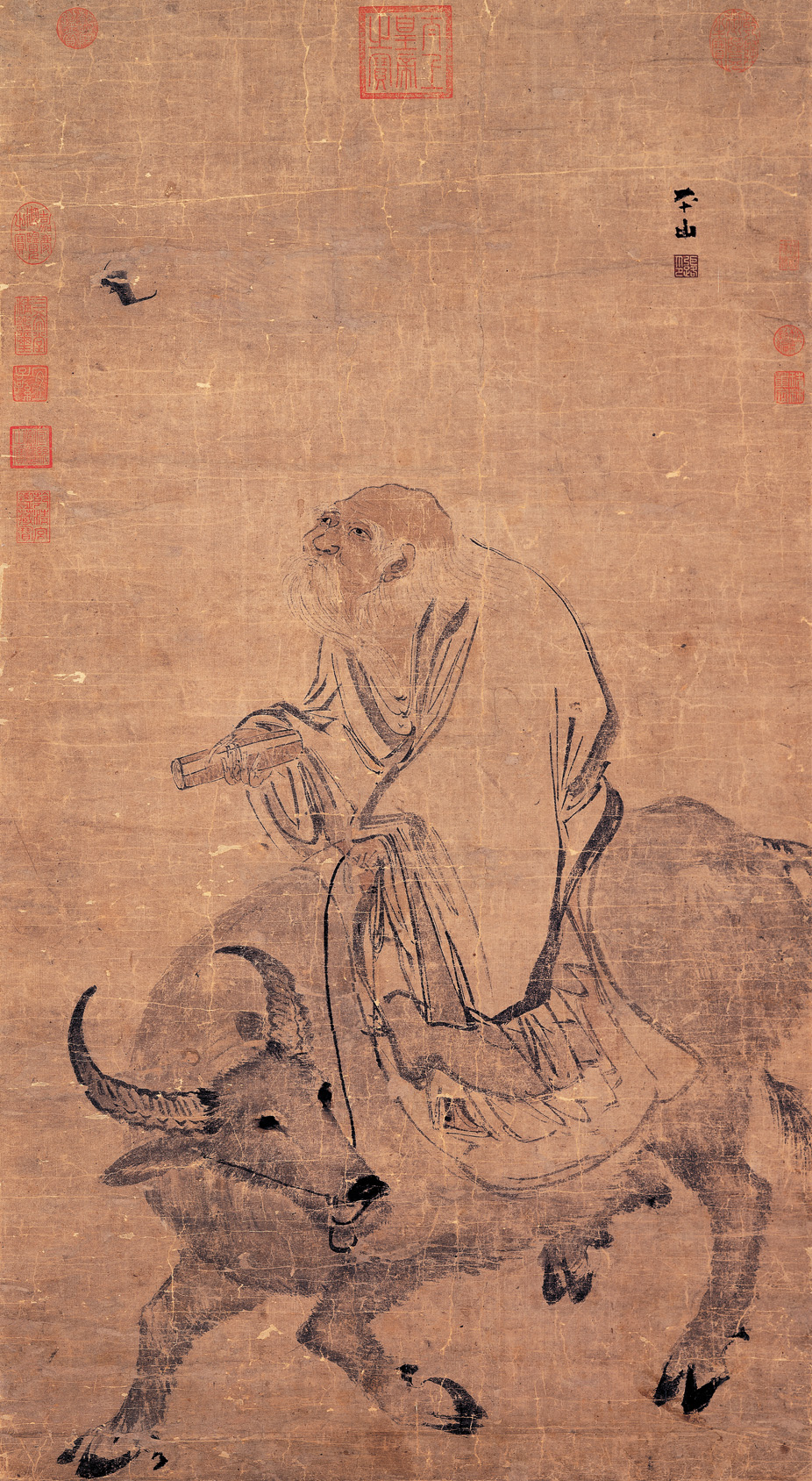
老子騎牛圖

諸子百家中，道家與道教有密切關係。一般認為道家思想始於老子，由列子傳到莊周。老子後來受尊為太上老君，視為最重要的道教之神。據稱老子是楚國人，姓李名耳，東周守藏室（圖書館）吏，後來看到周室逐漸衰微，遂離開函谷關，並受關令尹喜之托，寫了上下兩篇文章《道德經》，共五千多字，之後「莫知其所終」。老子是道家的開山祖師，《道德經》表現出獨特的人生觀和處世哲學，其特點是人應效法自然之道，返回素樸渾沌的天真本性，遠離人為之造作。政治上主張「無為」治國，建立小國寡民的消極國家，反對儒家思想。《道德經》的中心思想是「道」，道是五官不能感覺，難以形容的，是萬物之源，萬物離開道則不復存在，其作用是自然無為，超越時空而無限存在，永恒不變。道就是宇宙本體，若能體驗到這點，也就能和絕對者合二為一，是為聖人。人必須無欲或寡欲，知足安份。仁義禮智信都是淺薄的人製造出來的，應予廢除。這種學說後來被道教吸收，要求道士必須清靜無欲，無為自然也是道教強調的主張之一。在道教信仰中，老子是太上老君在人世間的一個化身，太上老君即道之身，由氣化而成，累世化身人間，世代作聖者之師。
《莊子》一書內容與神仙思想、道教有關，作者莊周據說是周朝「漆園」吏，一生未曾為任何諸侯效勞。莊子學說中心是解決生與死的問題，即個人的安身立命，著重實現超越自身的無我境地，與天合為一體。道、自然、天為同一事物，是萬物之源，是無限的，而人類的智慧和知識是有限的，用人類的知識判斷是非、善惡、真偽，只是局部和相對的。與天一致即脫離自我固執的侷限之時，這種狀態稱為「死灰槁木」。從「真宰」的立場出發，萬物無是非、善惡的區別，此說可稱為萬物一體觀或無差別平等思想。《莊子》的養生說是超脫生死，和天合為一體。為此首先須使自己的心同真宰一致，排除智慧、欲望、名譽、利益，據說只要處於絕對境地，就能安身立命，超越是非善惡美醜，悠悠然自得其樂。具體實踐方法是深呼吸和潛心靜養，潛心靜養的方法是「坐忘」，即放出全身力氣，忘掉一切感覺，使身心完全空虛，進入這種狀態才可接受「道」（大通）的作用，能與天地混成一起，處於超脫生死的境地。莊子深呼吸法被道教吸收後，演變成調息。《莊子》稱和天合為一體的為真人、至人、神人、聖人，提及藐姑射山神人、活了八百歲的彭祖、西王母、黃帝等神仙，與神仙說有密切關係。《莊子》後來被當作道教經典，改稱《南華真經》。
道教最具特徵的信仰是肉身的長生不死，其思想可考發源於戰國中期，人們普遍景仰神仙，憧憬不死不老、能遨遊天空的仙人，神仙不死的傳說流佈於各地，咸認為神仙能不死與升天，並能實現凡人可望而不可得的一切願望，成為實現人類夢想的偶像。齊威王及其子齊宣王、燕昭王等國君傾心於神仙，都曾派人出海尋找蓬萊、方丈、瀛洲三座神山。

## 秦漢

### 秦代
秦始皇非常迷戀神仙說，前219年，他巡幸東部時即登泰山封禪，在泰山頂和山下隆重地祭祀天神和地神，目的是通神。封禪後去沿海各地巡行，一路祭祀名山大川和八神。當時山東一帶許多方士上書謂三神山有神仙，有不死之藥，秦始皇聽信方士之言，下令徐福等方士齋戒，清除身上的不潔之物，率領數千名童男童女前往三神山求不死之藥，但未能如願。徐福未歸，秦始皇求仙之心不死，前215年，又命方士去尋找神仙和不死之藥，後來相信方士之言而自稱真人，但派去尋找不死之藥的方士都逃之夭夭。

### 西漢

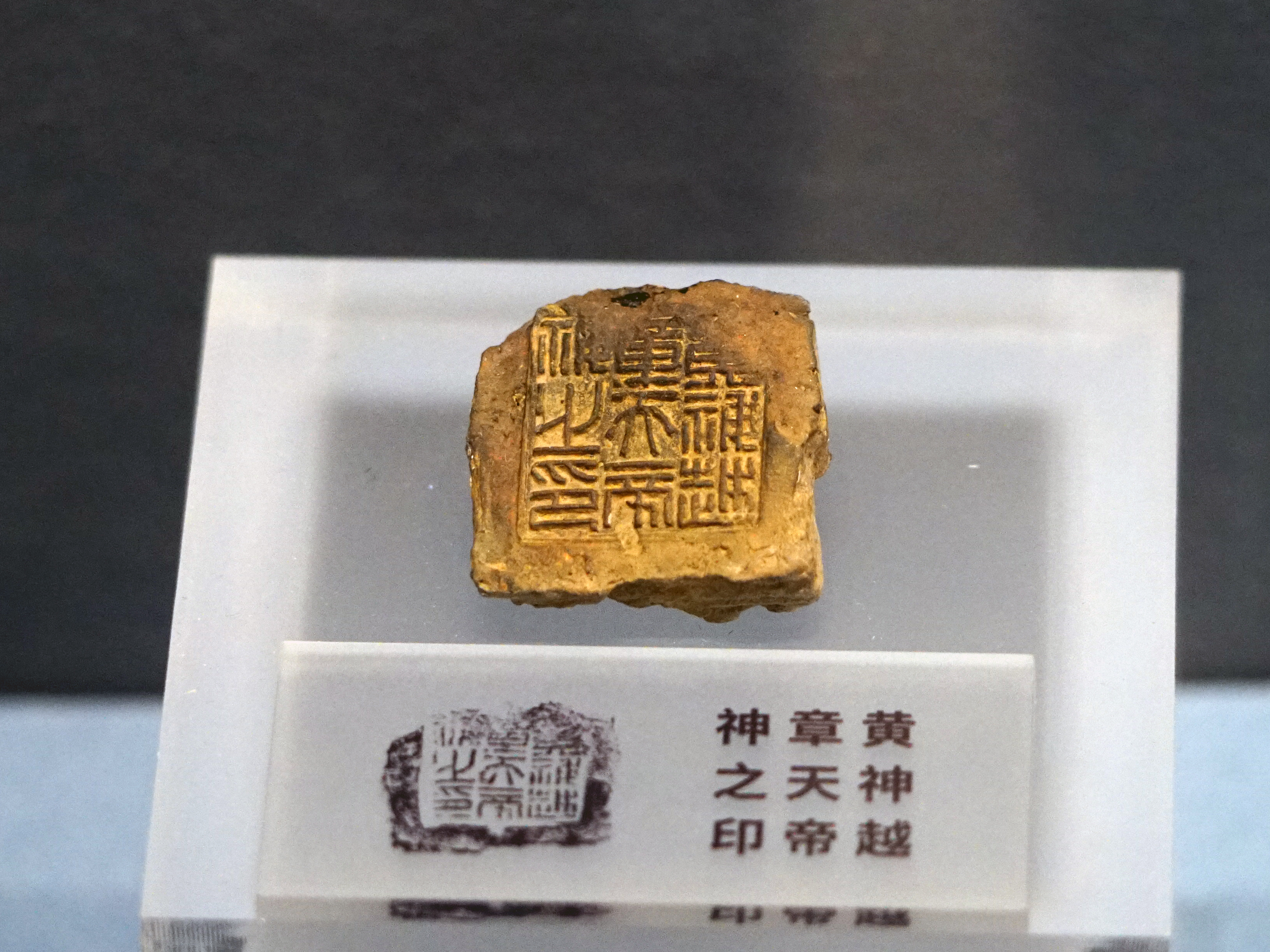
云南河泊所西汉遗址（益州益州郡滇池县）出土的道教“黃神越章天帝神之印”封泥

漢代盛行長生不死之說。漢初張良追隨赤松子學習神仙說，淮南王劉安召集「賓客方術之士數千人」，親自著書談「神仙黃白之術」。有關崑崙山的山嶽信仰和升仙傳說亦十分流行。漢武帝時，許多方士來到皇帝身邊，向他鼓吹神仙思想。武帝賞識的第一個方士是李少君，傳說此人曾為異姓王掌管方藥，已活了數百歲。謁見武帝時，李少君講了「祠竈辟穀卻老方」，若祭竈，鬼神便會光臨，鬼神光臨能使丹砂變成黃金，用黃金制造飲食器能延年益壽，乃至能會見海中蓬萊山的神仙，會見神仙並舉行封禪便能不死，黃帝就是例子。武帝聽信此言，立刻親自祭竈，又派方士入海尋訪安期生，叫人從丹砂等藥中提取黃金。不久李少君死了，但武帝以為他未死。有見李少君受信任，沿海各地和燕齊的方士紛紛來到武帝身邊，謬忌建議祭太一（北極神）；少翁主張宮室、衣服不像神，神物不至；欒大聲稱若能會見安期生、羨門等神仙，則黃金可成，不死之藥可得，仙人可遇；公孫卿鼓吹黃帝騎飛龍升天，建議武帝封禪。武帝聽信其言，讓欒大於子夜時份穿著羽衣，立於白茅之上努力召請神仙。武帝又忙於祭祀太一、后土，建造柏梁台、通天台、銅柱、承露盤、仙人掌，在建章宮修太液池，池中建有倣三神山的島嶼，以及高二十餘丈的高台，命名漸台，以見神仙。武帝也派數十人去蓬萊尋訪神仙。

### 東漢

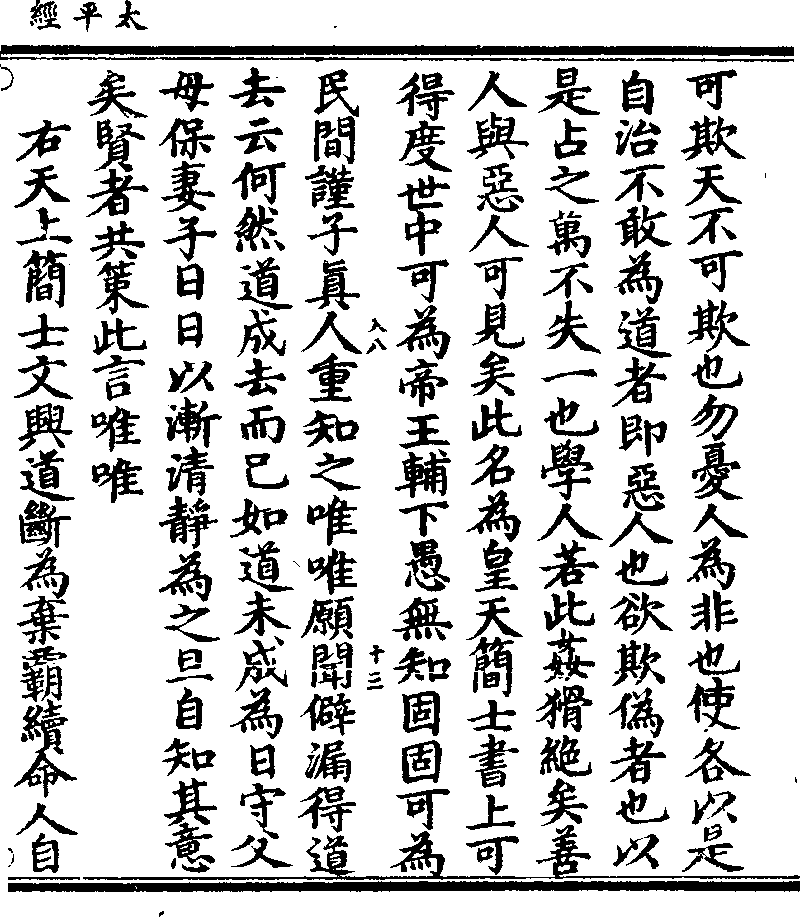
《正統道藏》本《太平經》書影

漢代人相信神仙能上天飛翔，認為神仙身體長毛，背上長翼，不但神仙能上天，得道者也可上天，傳說淮南王劉安成為得道者後，率全家升天。東漢前期的養生術相當多，王充把當時神仙思想和神仙術，分為恬淡無欲和養精愛氣、辟穀、導氣（導引）、服餌四大類。在東漢，老子成為道教祭祀的對象，受追認為道教始創者。65年，楚王劉英晚年「誦黃老之微言，尚浮屠之仁祠」，既好道教也學佛教齋戒祭祀。165年，漢桓帝到老子故鄉苦縣祭老子，命邊韶作《老子銘》，謂老子代代轉世，成為伏羲以來歷代聖王的先生，這是老子轉生說的祖型。漢桓帝又於宮中建立黃老和浮屠祠。當時人往往認為佛教和黃老性質相同，一併信奉，並根據《史記·老子傳》記老子出關西去，「莫知其所終」，編造老子化胡說，謂老子寫了《道德經》後去了印度，成為釋迦牟尼本人或釋迦的師父教化胡人，換言之佛道兩教同源，佛教是道教的組成部份。166年，襄楷向桓帝上疏指出「或言老子入夷狄為浮屠」。
東漢後期，道教教團形成，分別有太平道和五斗米道。太平道源自于吉，一次在曲陽泉水邊得神書《太平清領書》，此後以該書為經典，創立宗教集團，建精舍，行燒香等禮儀，讀道書《太平清領書》，用符水為百姓治病，頗得人心。其中燒香這一點，多少是受佛教影響。《太平清領書》即道藏所收《太平經》，認為吉凶禍福取決於個人行為，勸人行善，排除惡行，多積善便能長生不老，此外主張房中術和尸解，規勸人們在靜室中內省。《太平經》相信，太平世界需要聖明的君主，正直的臣下和柔順的百姓，保持生命的方式是「守一」，使神和氣和諧一致。《太平清領書》由于吉弟子宮崇獻給漢順帝，又由宮崇的弟子襄楷獻給漢桓帝，但兩次均未受領。不久此書落入張角之手。張角由此組織太平道，自稱大賢良師，信仰黃老道，傳授弟子，讓求治之人首先反省自己的過失，翻然悔悟後才令其喝符水，用手持「九節杖」作某種呪術治病。所收弟子若在短期內治癒的，便讚揚他有堅強信念，若久治不癒，便說他信念不誠。用此法治癒的人頗多，越來越多人投奔張角。張角有兩個弟弟，也是教團的領導人。張角看到許多人集中到自己的麾下，便派遣弟子八人到四方，以「善道」教化天下，十餘年間得徒眾數十萬，青州、徐州、幽州、冀州、荊州、揚州、兗州、豫州等八州的群眾紛紛響應。
張角分信徒為36方，用以統率眾人，其規模大方萬餘人，小方六七千人。方等於將軍的稱號，太平道可說有軍隊式的組織。張角勢力雄厚，動員信徒試圖推翻漢朝取而代之，自稱天公將軍，兩個弟弟分別稱地公將軍和人公將軍，提出「蒼天已死，黃天當立，歲在甲子，天下大吉」的口號，於184年舉兵，其信徒皆頭裹黃巾，史稱黃巾之亂。當張角決定舉行武裝起義後，立即在都城和地方州郡衙門牆壁貼上寫有上述口號的標語，大方之長馬元義率荊、揚兩州數萬之眾準備首先在都城舉兵，頻繁來往都城和地方之間，以宮內官員為內應，準備就緒，計劃於184年三月五日起義，但事前走漏了風聲，馬元義被捕，處以車裂之刑，漢靈帝下令逮捕張角等人，於是張角慌忙改變計劃，提前於二月舉兵，雖說準備不足，一時聲勢浩大，震動了朝廷，張角被討平，兩個弟弟一個被殺，一個病死，結果叛亂在一年之內終被平定，但其信徒在各地繼續抵抗二十餘年，許多人後來加入了曹魏的隊伍。黃巾之亂成為促使東漢滅亡的重要因素。
五斗米道比太平道稍後成立，創立者是沛國人張陵，被視為天師道祖師。他在四川鵠鳴山著道書，用呪鬼術為人治病，因治病有效，眾人投奔，每個信徒繳交五斗米及其他雜物。他開創了以治病為中心的教義，組成宗教集團。177年前後死去，人們相信他死後升天。光和年間（178—183年）張脩在漢中宣傳五斗米道，其教義與太平道大體相似，將病人引入靜室，令「處其中思過，請禱之法，書病人姓名，說服罪之意，作三通」，一份置於山上，獻給天神，一份埋於地下，獻給地神，一份沉入水中，獻給水神。天、地、水諸神稱三官，故稱三官手書。向每個病人索取五斗米，故稱五斗米道。人們相信他而紛紛前往。張脩設祭酒、奸令、鬼吏等官職，祭酒專管信徒學習《道德經》，用呪術治病。
五斗米道教義傳給了張魯。張魯頗有政治手腕和組織才能，他被劉焉啟用，任督義司馬，其母與劉焉過從甚密，為他登上政治舞台助了一臂之力。張魯從來逐漸發展勢力，在劉焉死後不再跟隨其子劉璋，結果張母一族被滿門抄斬，張魯以此為借口在漢中自立，利用五斗米道的組織，建立以漢中為中心的政教合一統治體制。張魯自稱師君，初學道者稱鬼卒，道徒中的骨幹稱祭酒，祭酒發展了許多信徒時，稱大祭酒或治頭。五斗米道在各地設立道場，稱為治，共24治，後來增至28治，其中心是陽平治，張魯住在陽平治，後來教主所持的印刻有「陽平治教功印」字樣。祭酒在交通要道建義舍，即免費住宿的旅館，當中備有米、肉供旅客免費食用。據說住義舍的旅客若食用過量，鬼能使其生病。祭酒在教團中起教師作用，在政治組織上則起地方官吏作用。五斗米道教義信條是誠實，不欺騙他人，三官手書已制度化，禁止在春夏兩季殺生、飲酒，還規定在春分、秋分時節祭社和竈。
張魯稱其祖父張陵為天師，父親張衡為嗣師，自己為系師，人稱三張，五斗米道稱為三張之法，又稱天師道。張魯作了《老子想爾注》注釋《道德經》，其中心思想是告誡信徒保持生活規範，否定祭祀、祈福、房中術，要求信徒遵守道誡，受天神的監察，天曹當降以仙壽和天福。《想爾注》聲稱老子就是道，道散形而為氣，氣凝聚而成太上老君。五斗米道要求信徒讀的《道德經》就是《老子想爾注》。當時各地群雄紛紛崛起，張魯勢力與群雄不相上下，東漢統治者不得不承認他的勢力，採取懷柔政策，任命他做地方官，後來許多人建議他稱漢寧王，但被他拒絕。張魯政教合一的政權大約維持了三十年，215年被曹操討伐，最後張魯投降，把寶物和倉庫打上封印，用作國家財產，甚得曹操讚賞，受命為鎮南將軍，五子得以列侯相待，張魯之女被曹操招為兒媳。張魯死後，兒子繼承家業。五斗米道王國雖被消滅，但五斗米道卻在張魯時確立。此外，曹操召集了許多方士，給以優待，並加以監視，當中有精通服氣、導引、辟穀、房中術的道士。

## 魏晉南北朝

### 三國
張魯投降曹操後，四川許多祭酒與信徒轉移到了魏國本土，各自相繼佈教，信徒日漸增多，天師道開始受統治階層所接受，教團領袖得到曹魏封侯授職，享受優遇。
在東吳，傳說秦代徐福出海尋找仙藥，並未到達蓬萊山，而是到了海中的亶洲，一去不返，其子孫數萬戶仍住在亶洲，不時到會稽買布。會稽以東地區，也有人出海偶爾因風而漂流到亶洲。孫權聽了這個故事，於230年派將軍衛溫和諸葛直率士兵一萬人去亶洲和夷洲，以尋找仙藥。衛溫待等人只去了夷洲，從那裏帶回數千居民。孫權還把能行使分形法、入火不熱、遇刀不傷的方士姚光，擅長辟穀和隱形術的介象召進宮中，以厚禮相待。傳說孫權又曾為道士葛玄興建道觀。239年，孫權在蕪湖建立城隍祠，此外又為土地神蔣子文建立祠廟，後者大受人民信奉。東吳有一道教流派「李家道」。據云四川有一位叫李阿的人，不食五穀，穴居山中，但身體健康，人稱為「八百歲公」，人們請他判斷吉凶，不獲回答，但依他的表情而預卜吉凶。後來吳國出現一位操蜀地方言名為李寬的人，用符水為人治病，人們認為他就是李阿，稱他「李八百」，意指他活了八百歲。李寬深受貴族和百姓信賴，弟子近千人，普通人不得近身，只得在門外向他叩拜。他的高足弟子會呪水、用符、導引、服氣。李寬病死後，人們深信他尸解了。

### 晉代

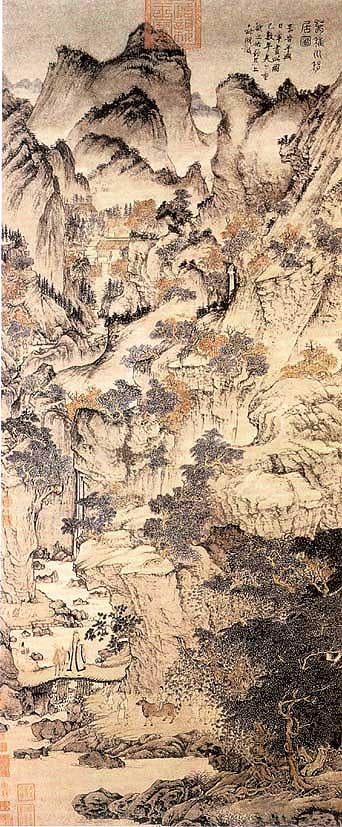
王蒙繪《葛稚川移居圖》，葛稚川即葛洪

四世紀初兩晉之交時，葛洪撰寫了《抱朴子》一書，集中了過去的神仙思想。葛洪特別推崇煉丹術，自稱其學說是由漢末左慈，經葛玄、鄭隱傳授下來的。除了金丹經典外，鄭隱還傳授《三皇內文》、《枕中五行》等書，精通天文、圖讖，有弟子50餘名，而葛洪是唯一獲受傳奧秘的。在葛洪20歲時，鄭隱據云預知江南將發生動亂，攜帶仙藥，率領高足前往霍山。葛洪也受教於岳父南海太守鮑靚。鮑靚精通天文、圖讖、醫術諸法，自稱曾得遇仙人陰長生，受傳成仙、尸解之法。葛洪曾召集義軍與叛亂的石冰作戰，因軍功獲授伏波將軍的稱號。事平後，葛洪前往洛陽以閱覽圖書，但正值八王之亂，於是打算折回故鄉，又因鄉里爆發陳敏之亂，葛洪進退兩難，改到襄陽侍候嵇含。嵇含受任命為廣州刺史，洪作為參軍，先到廣東募集士兵，但當他離開襄陽後，嵇含被殺，葛洪仍在廣東逗留數年，可能在此期間師事南海太守鮑靚。數年後，葛洪回到鄉里，於317年編寫《抱朴子》。同年晉元帝任命他為關中侯，以後一度在王導手下做官，到晚年打算煉丹藥以求長生，聽說越南出產丹砂，打算做廣西勾漏縣令，於是舉家南下，到達廣州後，被刺史鄧嶽強行挽留，不得已入廣東羅浮山，一面煉丹一面著書，343年卒於羅浮山。
《抱朴子》外，葛洪尚有《神仙傳》、《隱逸傳》等多種著作。《抱朴子》分內外兩篇，內篇20卷，記述神仙思想，外篇50卷，記述儒學。葛洪整理有關神仙書籍中記載的各種學說，以及他本人學到的道術，歸納為以金丹為中心自成體系的理論，在《抱朴子內篇》中闡述金丹、辟穀等各種長生法，成為集神仙思想之大成的一部著作，對各種長生術、長生不老藥，以及金丹的製作方法、藥材及採藥方法、神符的種類與用途，均一一具體詳述，並列舉了天仙、地仙、尸解仙等神仙種類，不遺餘力地強調神仙與仙術的實際存在，並非虛構。葛洪排斥張角與李家道的教義，認為分形和隱形等法只是小術而不太贊成，其學說中心是強調金丹，指出金丹燒之愈久，變化愈妙；黃金進入火中，百煉不消，埋入土中永遠不朽，服用這兩種東西以煉身體，就能不老不死。後人稱這種煉丹以求長生的思想為金丹道。葛洪輕視祭祀、《道德經》和《莊子》，認為二書不是追求不死的著作，但尊奉老子為神，稱為老君。《抱朴子內篇》又列舉了道教經典和神符的名稱，卷數多達679卷。葛洪也異常重視鄭隱傳授的《三皇內文》，強調該書的神效和威力。
五胡亂華，晉室南渡時，天師道成員追隨晉室南下，把天師道傳至江南。東晉時，頗多門閥貴族信奉天師道，如郗愔、王羲之，其子王凝之、王獻之以及杜子恭等人。杜子恭不僅把天師道傳給子孫，還在豪族中佈教，精通神符與仙術，弟子甚多。益州人陳瑞再現張魯的教義，自稱天師，建道治，稱信奉者之師為祭酒，以清淨為中心教義，不許信奉者參加父母妻子的喪事。他們在「治」舉行集會，不過若家屬分娩或死亡，則不許參加。陳瑞信徒有千餘人，其中還有高級官員郡太守。東晉中期，江蘇句容附近的茅山出現了一個道派，稱上清派，始創人是楊羲，他精於書畫，遍讀經史，於350年從女道士魏華存的長子獲傳授《靈寶五符》，其後他得眾多神靈下凡降臨（包括魏華存），獲授經典和道訣，寫出《上清經》，筆錄神仙魏華存等降授的啟示，傳予在茅山修道的許謐。上清派在修行法方面強調存思冥想，也重視誦讀經文。
東晉末年，孫恩盧循之亂爆發。孫恩世代是天師道信徒，孫恩伯父孫泰是杜子恭的弟子，繼承了杜子恭的道術，弟子很多，受尊敬為神，信徒把財產、子女奉獻給他，以期得到福慶。朝廷擔心會引起騷亂，將孫泰流放到廣州，而他在廣州亦頗得人心，朝廷又將他召回，由於他懂得長生術，受到官員們信賴。孫泰看到東晉已岌岌可危，欲煽動群眾叛亂，結果被殺，侄兒孫恩逃到海島，信徒聽到孫泰之死，均不相信，認為他尸解了，不斷將物資、供物運到孫恩的島上。孫恩伺機報仇，看到東晉社會動蕩，認為時機已到，率領島上百餘信徒在會稽登陸，殺會稽內史王凝之。當時天師道信徒王凝子並無軍事準備，告訴部下自己入靜室祈禱，請求神兵相助，賊兵必退。孫恩隊伍這時已達數萬，江南各地百姓聽到孫恩殺王凝之的消息，紛紛響應，短短十餘天內，其隊伍迅速擴大到數十萬，在各地殺了許多太守官員和門閥貴族。孫恩自稱征東將軍，「號其黨曰長生人」，數年間在江浙地區大肆搶掠。其部下隨軍攜帶女眷，孫恩認為這是累贅，遂將嬰兒投河殺害，說：你先去仙堂享福，我早晚也要步你後塵。401年，孫恩率十萬大軍溯長江而上，威脅都城建康，但被劉裕擊敗。劉裕窮追孫恩，直搗老巢，402年，孫恩走投無路投海自盡，叛亂暫告平息。他的伙伴不信他自殺身亡，而是成為水仙，數百信徒及孫恩的眾妾紛紛投海。孫恩的小舅盧循出身名門，被孫恩餘黨推為首領，南去廣東一帶發展勢力，410年，盧循率十萬大軍進逼建康，再被劉裕擊敗，逃回南方，次年投海自盡。

### 南朝
南朝時著名的道士有陸修靜和陶弘景。劉宋時期，陸修靜收集道經進行分類。他曾隱居於雲夢山，452年往京城建康買藥，被宋文帝召入宮人講道，後因宋文帝被殺而離京到廬山修道。467年，陸修靜被宋明帝召進宮中講道，列席的王公貴族都感到佩服，宋明帝乃於都城北郊建立崇虛館，給陸修靜居住。他整理道經，總結成「三洞」分類法，471年曾設齋為生病的宋明帝祈禱，同年上獻最早的道經目錄《三洞經書目錄》。「三洞」指洞真、洞玄、洞神三部，分別以上清經、靈寶經、三皇經為中心。他收集和閱覽道書，指出道教經書並符圖藥方總共有1228卷，其餘的都是偽經。《三洞經書目錄》奠定了後世道藏的初步基礎，意義重大。
陸修靜又編撰了不少齋戒、科儀的典籍，十分重視齋儀與齋功，認為齋儀可以檢束身、口、心「三業」，防止人犯罪，他甚至相信，齋儀能祈神賜福，感動天地，招至群神，解除累世之罪，消災解難，修德去病，達濟一切願望。他把天師道、上清經、靈寶經的齋儀結合起來，編成「九齋十二法」。至今道士仍聲稱，他們修建的齋儀是陸修靜所傳下來的。陸修靜並有意改革天師道。陸修靜強調「三會日」的重要性，想重建天師道已廢弛的三會日制度，要求所有道民在每年的1月7日、7月7日和10月5日參加宗教集會，在聚會中坦白罪過，陳述善行，從道官領受科戒，並報告家庭人口變化，以加強信徒與道士的聯繫。陸修靜也強調當時已沒有嚴格執行的「宅錄」制度，要求根據天師道既有的規定，道民入道，須把全家男女老少的人數登記於冊，通常是在每年的三會日上，申報家中的生死嫁娶以更新記錄。據此宅錄，道民向道官繳納「命信」，即敬神的信物，而道官則派守宅之官予以保護。陸修靜主張徹底清理更正宅錄，強化道教組織。

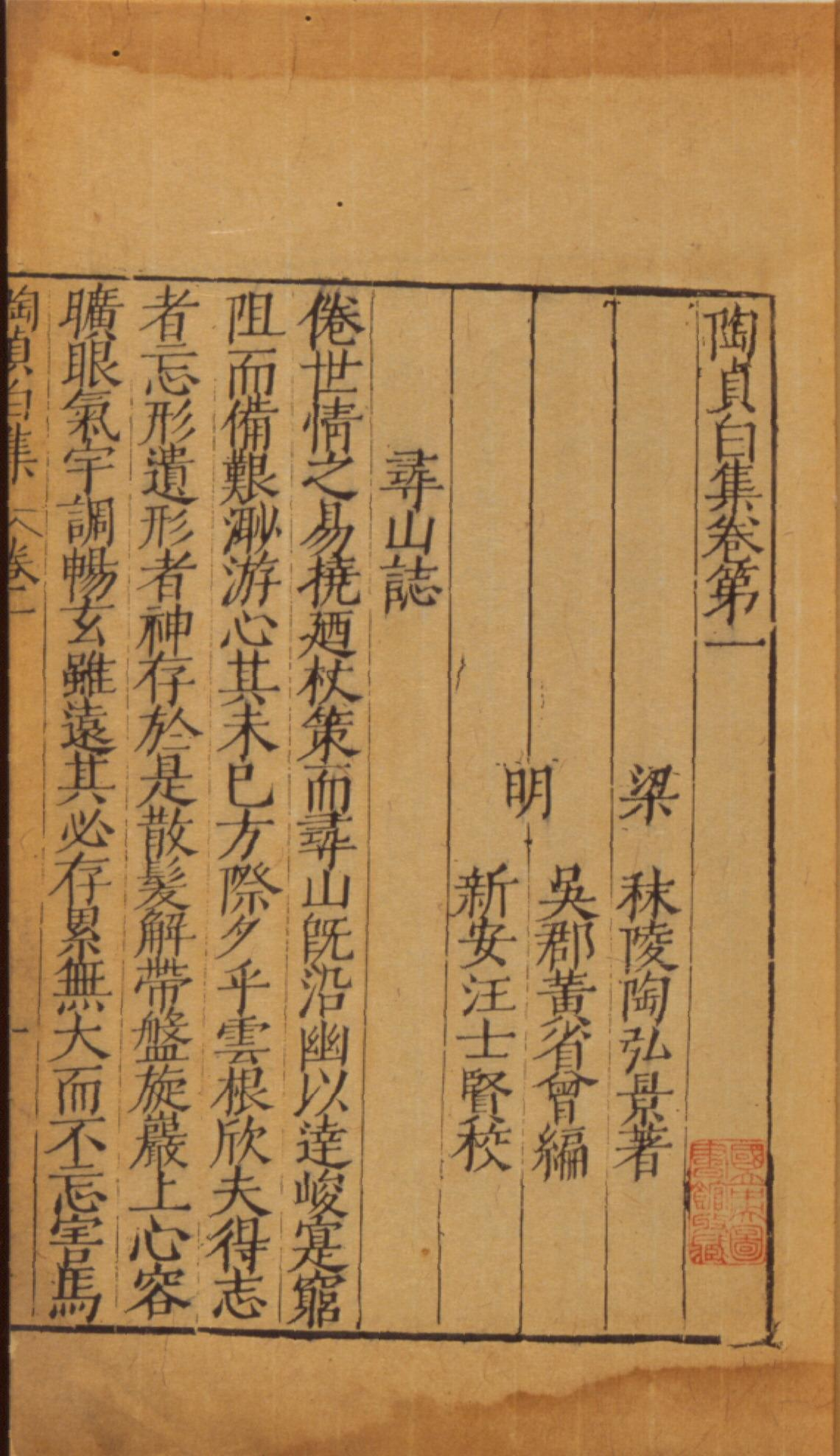
陶弘景文集《陶貞白集》明代刊本

陶弘景是上清派的集大成者，曾任下級官吏，師事道士孫遊嶽，在重病中得宗教悔悟，一面做官一面修行，得到上清經真迹，492年辭官隱居茅山，自號華陽隱居。梁武帝即位前，陶弘景援引圖讖獻上「梁」的國號，甚受梁武帝信賴，時人稱之為山中宰相。他曾煉丹和受佛教五大戒，頗受佛教影響。北方名僧曇鸞曾到江南拜訪陶弘景，學術長生不老之術。梁武帝雖熱衷於佛教，但跟陶弘景親密如故。陶弘景不僅擅長辟穀、服氣、導引等養生術，還精通陰陽五行、遁甲和本草學，撰有《真誥》與《登真隱訣》。他高度崇拜上清經，甚至相信誦經萬遍，毋須服藥就能升仙。養生思想方面，陶弘景採摭前人各家的養生言論，主張形神雙修，養神和煉形並重，保持形神統一，以致長壽長生。修道者應服食藥石以煉形，吸收天地精氣以養神，以和氣洗滌氣質，以德行止息爭辯。為了保存形神，人應清心寡欲，減少思慮，保持內心和諧，控制七情六欲，並保持恰當的飲食和生活方式
南朝時，江南各地名山中都有道士煉仙藥或修行，如劉宋時武當山道士孫道胤曾為地方官煉丹。當時道館制度興起，一些道士在山中修道，依山洞修築居所，稱之為館；道士在都邑修建居住和修行的地方，也多半叫館。道館經濟上主要告朝廷的供給，或貴族富豪的施舍供養，小部份來自做法事的收入。南齊梁初時寫成的上清派經書《太霄琅書》，論述道士應遵守的戒律和儀範，借用了不少天師道禮儀，但又堅持了與天師道不同的立場。

### 北朝
北魏時天師道與朝廷深相結納。北魏道武帝時，有人上獻關於服餌的經書，道武帝設立仙人博士，建造仙坊欲煉金丹，但金丹始終未練成，道武帝的熱情亦消失。為了應付佛教的挑戰，北魏道士寇謙之改革天師道。寇謙之出身名門，是南雍州刺史寇贊之的弟弟，早好仙道，有絕俗之志，修習天師道，服食餌藥歷年無效，後來拜被視為謫仙的成公興為師七年，先後入華山及嵩山穴居，一同食藥練仙。成公興離去後，寇謙之仍舊居於嵩山，415年忽遇大神太上老君，獲授天師之職，得賜予經誡，受命要清整改革道教，並獲仙人指授服氣導引口訣之法。寇謙之自此辟穀，教授弟子十多人修仙之術。學者稱寇謙之的教團為「新天師道」。寇謙之摒棄五斗米道原有的租米錢稅和房中術，要遵循清虛之道，提出糾正天師張陵以後，各地祭酒任意傳授符籙、征收錢稅和男女間規矩紊亂的現象。423年，寇謙之又遇見老君的玄孫大神李譜文，及隨從而來的赤松子、王喬、張陵等一眾仙人，獲賜與新出的符籙與仙經《錄圖真經》，得告予幽冥之事，並受命佈教領民，輔助「太平真君」。寇謙之的儀式和教義吸收了不少佛教元素。424年，寇謙之前往京城平城，把經書獻給剛即位的太武帝。
寇謙之起初未獲完全信任，卻受喜愛道教的大臣崔浩拜師，並獲向皇帝推薦。太武帝聽信崔浩的話，尊崇寇謙之為天師，迎接寇謙之留在嵩山的弟子入京，在京城東南建立天師道場，有壇五層，供養道士120人之額，並改元「太平真君」，親自到道壇領受符籙。太武帝通過接受符籙，獲得道教天命，確保自己統治漢土的天子名分。431年，寇謙之建議太武帝建造高聳的「天宮」，以交接天神和煉丹，但天宮始終未能完成。太武帝並揚道抑佛，下令鎮壓佛教。寇謙之則不敵視佛教，曾勸止太武帝處死三千僧侶，反對太武帝的廢佛令。當時道教獲得了國教的地位，自此北魏每位皇帝即位都親受符籙。491年，孝文帝下詔尊重道教，將道壇由京城城南，遷往城外桑乾河南岸，賜名崇虛寺，道士名額90人，每逢一月七日、七月七日、十月十五日，壇主、道士和樂師共106人，均要舉行祭祀活動。遷都洛陽後仍保留此制度。北魏宣武帝也崇尚神仙思想，把宮中後苑華林園建成神仙世界，當中挖掘天淵池，池中建蓬萊山，山上設仙人館。民間道士則模倣佛像雕造道像，現存最古的道像是505年所造。東魏承襲北魏的官修道觀制度，到548年，崇虛寺因沒有傑出的道士而被廢止，道士移居別的道觀。
北周武帝即位後，召集儒、釋、道三教的學者在宮中玄談，希望三教歸一，協調一致，但僧侶和道士只是互相批評排斥。572年武帝掌握實權後，命令甄鸞調查佛道兩教異同，甄鸞遂撰寫《笑道論》多方批評道教，之後道安也上獻《二教論》指責道教。573年，武帝發出詔令，以儒為先，道教次之，佛教最後。574年，北周武帝下詔廢佛道二教，銷毀經書和佛道像，命令僧人道士還俗。據佛教方面的記載，道士張賓曾代表道教與僧侶辯論而大敗。為了統一管理宗教，武帝在長安設立通道觀，學士定員120名，目的是要各種宗教組織歸為一體，以便闡明聖賢教義。武帝廢佛道二教的行動，實以滅佛為首務，佛寺僧團也因此受害最深。武帝並讓通道觀學士王延在通道觀整理道經，作《三洞珠囊》7卷。王延是長安郊外的樓觀道士，樓觀道從北魏末年開始，就積極吸納南朝的三洞經書。574年至578年間，周武帝亦發起道教類書《無上秘要》的編纂，統整道教義學，其編纂人員可能即是通道觀的學士。通道觀弘闡「聖哲微言」的研究計劃後來因武帝於578年駕崩而夭折。

## 隋唐

### 隋代
582年，隋朝把通道觀移往大興城，更名為玄都觀，以王延為觀主。隋文帝年號「開皇」取自道經。隋煬帝頗羨慕長生，在東都洛陽宮苑的人工湖，修造了模倣蓬萊、方丈、瀛洲三神山的假山，尊重擅長辟穀術的道士徐則、宋玉泉、孔道茂等數人。隋煬帝時大興城有道觀10所，而佛教寺院則多達120所。隋代時，道教法籙種類及授予法籙的程序，都已制度化，道士初受五千文籙，再依次受三皇籙、洞玄籙、上清籙。一般的授度儀式會將各級的符籙、經教一起授受，根據不同的品級階位，而分別領受不同的「戒律、符籙和經教」。

### 唐代
唐代道教得到帝室有力保護，要祈禱皇帝健康，國家安寧，具有御用宗教與鎮護國家的特點。據說李淵起兵時，在山西羊角山得到老君顯靈和指示而獲勝，即位後在羊角山修造老子廟，624年親臨終南山參拜當地老子廟。621年，李世民曾拜訪著名道士王遠知，得到將統一天下的預言，故朝廷厚待王遠知，在王遠知常住的茅山建立太平觀，度道士27人。626年，唐高祖為整頓佛道二教，下令長安保留三寺三觀，全國各州保留一寺一觀，德高望重的僧尼、道士、女冠由官府供給衣食，不合資格的道士僧尼則要還俗。做過道士的傅奕上疏高祖，提出要整頓寺院和僧尼，佛道兩教關係變得緊張，佛教方面著文反駁傅奕，道士李仲卿《十異九迷論》、劉政喜《顯政論》則支持傅奕的觀點。結果道教在辯論中佔了上風，僧人法琳被判罪流放益州。唐太宗不太相信神仙思想，卻追認老子為唐室祖先，終唐一代皇室亦秉持這個看法。635年，王遠知再次回到茅山，與弟子王軌一同致力於茅山的復興。636年發生佛道論爭，道士蔡子晃和成玄英與僧侶慧淨論戰，翌年太宗降旨，規定道先佛後，宮中舉行儀式時順序道士在先、僧侶在後。637年，唐太宗修建亳州老君廟，與孔廟一樣下賜封戶20戶。
唐高宗曾參拜亳州老君廟，敬獻老子以「太上玄元皇帝」尊號，並建立祠堂。674年，朝廷下旨上自王公，下至百官都要學習《道德經》，《道德經》也成為考選官員的科目之一，在明經科裏設老子策一課。高宗又把潘師正、劉道合、葉法善等道士置於自己的側近，以禮相待，為他們建道觀，並令劉道合煉金丹。唐高宗起初承繼唐高祖各州設一寺一觀的政策，683年下詔上州、中州、下州分別各建三、兩、一所國立道觀，各觀設新道士七名。唐高宗時著名道士孫思邈隱居終南山，專心修練、煉丹及醫學研究，著有《太清丹經要訣》、《千金要方》等書，曾受詩人盧照鄰拜師問道，獲後世尊為「藥王」。武后命史崇等人收集道經，為其撰寫音義，稱《一切道經音義》。705年，唐中宗復位後即下令各州設一寺一觀，最初命名為「中興」，後來改稱「龍興」，並授與史崇玄等道士以官位。唐睿宗把兩個女兒送去做女冠，為她們修建金仙、玉真兩觀，兩觀皆規模宏大，陳設華麗，另外召請高道司馬承禎進宮，垂詢陰陽術數。司馬承禎主要著作為《坐忘論》，引用了《道德經》、《莊子》、《妙真經》、《西昇經》等經典。

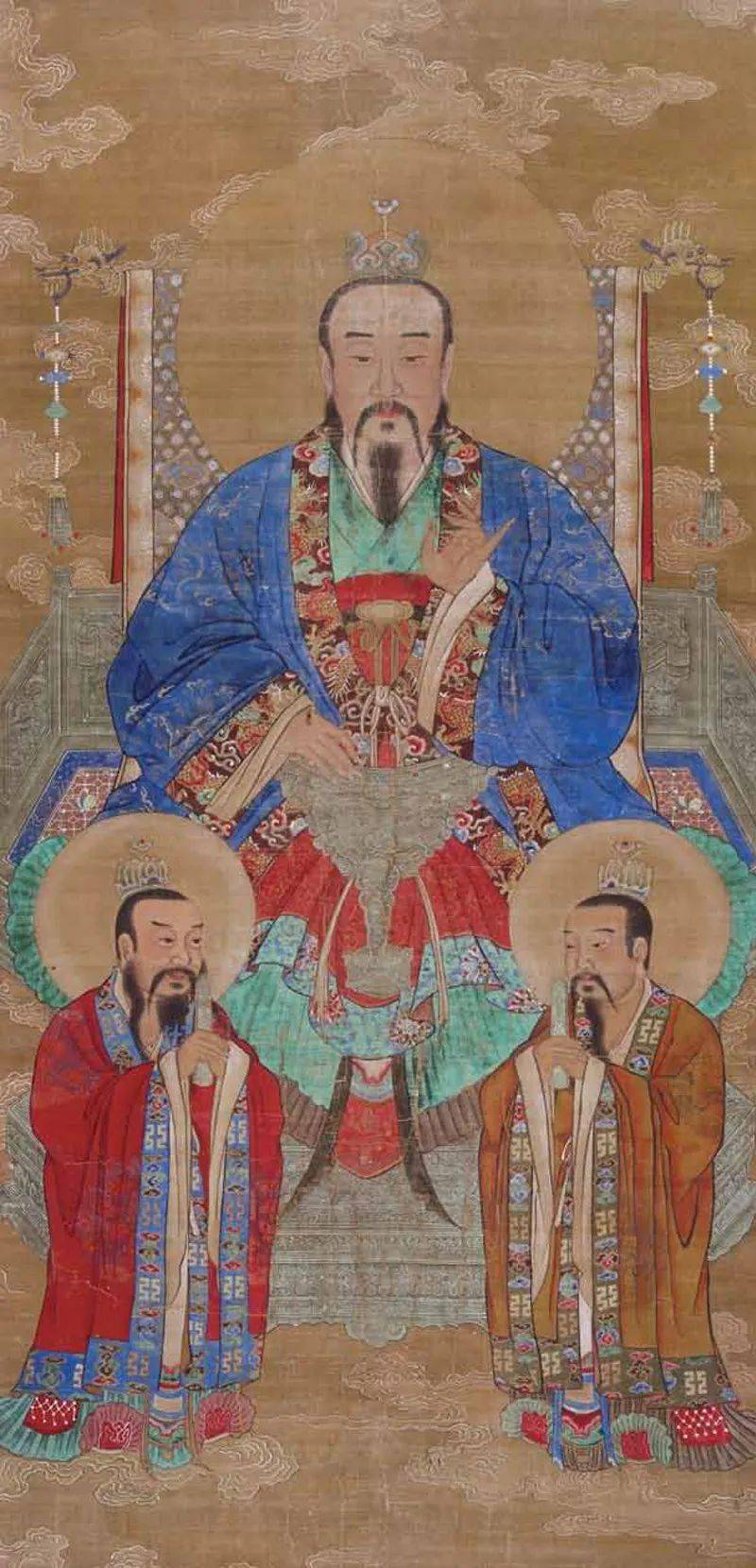
元始天尊像

唐代最醉心道教的皇帝是唐玄宗。721年他召請司馬承禎入宮，親受法籙，為他在天台山建桐柏觀，在王屋山建陽台觀。司馬承禎上奏說，五嶽均有上清真人下凡的洞府，玄宗於是在五嶽都興建真君祠。733年，要求一般人家戶戶都必備一本《道德經》，規定科舉增加老子策以取代尚書策和論語策。唐玄宗並御撰《道德經》注。741年，在東西兩京及全國各州建玄元皇帝廟，規定每年在當中舉行一次齋醮；此外在兩京和各州設「崇玄學」，學生要讀《道德經》、《莊子》、《文子》和《列子》，設立「道舉」，考試合格者按貢舉及第者同等對待。老子誕辰為慶祝節日，該天全國放假。744年鑄造元始天尊的銅像，置於全國各地的開元觀。唐玄宗可謂深受司馬承禎、吳筠、張果等道士的影響。道士和僧侶原本都隸屬祠部司，唐玄宗時則改屬專管宗室屬籍的宗正寺。道教獲得各種特權，受皇室厚待，全國有道觀1687所，當中住有女冠的道觀有550所。玄宗派人搜羅道經，整理之後，總數3744卷，其目錄命名為「三洞瓊綱」，這是後世道藏的前身。唐代中期，道士朱法滿編撰《要修科儀戒律鈔》16卷，詳細記載道士的生活方式和遵守的戒律，當時的位階和法服制度，還有道士舉行的上章、設齋、葬禮等禮儀。
唐朝有多位皇帝都服用金丹。唐憲宗服食道士所煉的丹藥後，反而縮短了壽命。同樣因服用金丹而早死的皇帝有唐穆宗、唐敬宗、唐武宗、唐宣宗。敬宗相信崇信道士，其中有受賜紫衣，位至簡校光祿少卿的劉從政。武宗亦傾心道教，甫即位即召趙歸真等81名道士進宮，在三殿舉行金籙齋，親臨三殿設立的九玄壇領受法籙。841年，武宗封衡山道士劉玄靖為銀青光祿大夫，充任崇玄館學士，令與趙歸真於宮中修法籙。武宗按趙歸真的建議在宮中建望仙觀，在844年召81位道士在宮中設九天道場祭祀天尊，歷時三個半月之久。武宗還把宮中安置佛像的內道場改作道教道場，代之以天尊像和老子像。武宗有意加強道教教團的勢力，並壓抑佛教，841年武宗生日，按例在宮中舉行僧道辯論，武宗只賜道士紫衣，而僧侶沒有，這是罕見的做法。武宗又在宮中修建仙台，欲在其上燒煉金丹，但始終金丹沒有煉就，趙歸真恐慌下借口取藥材而打算逃往西藏。846年，武宗駕崩，唐宣宗即位，誅殺趙歸真。
唐代道教要為皇帝和國家祈福。806年左右，朝廷設置了管理道士和女冠的機構，稱為道錄司。各道觀於正月十五日、七月十五日及十月十五日即三元日和皇帝誕辰，分別舉行金籙齋和明真齋，在歷位皇帝的忌日舉行祭祀。在三元日，道觀舉行講經、傳經活動。在國立道觀裏，設有觀主、上座、監齋等職位，定員各一名，主持日常工作及監督指導道士修行；道士中有法師、威儀師、律師之別，德高望重、精通教義的特稱為練師。每次舉行齋醮時國家供給錢糧，賜予土地。出家為道士的方法，即所謂得度制度化，方法有三：一是通過國家考試，即試經；二是在皇帝即位、國家節日，為死者祈福行善時，皇帝特准的恩度；三是交納金錢獲得度牒的「進納」。這些制度佛道二教情況相同。自唐中宗時起，國家財政困難時，就有可能出售度牒，任何人都可以買牒出家，從而獲得免稅特權。
由於佛道兩教觀點對立，唐高宗數次召請兩教代表人物進宮辯論。自此在皇帝面前舉行佛道辯論成了慣例，唐代中期以後進行了十多次，即所謂「三教談論」。三教談論初期觀點的確嚴重對立，後來逐漸有所緩和，變成禮儀性的談論。664年，道世考證道經的真偽，認為除《道德經》外，其餘都是偽作，應全部銷毀。668年朝廷召集大臣和道士、僧侶討論《老子化胡經》真偽，確認是偽書，唐高宗下敕將其燒燬。705年唐中宗復位時，《化胡經》再次成為佛道兩教議論的中心，再次斷定《化胡經》是偽經，決定刪除書籍中一切與化胡有關的內容，同時取消道觀裏繪製的化胡圖，和掛在佛寺的老子像。在佛道論爭中，道教為挽回教義上的劣勢，剽竊了佛經，編寫出《本際經》和《海空智藏經》，另外又編撰了歸納道教教義的《道教義樞》。佛教則模倣道教的《老君父母恩重經》，偽造出《佛說父母恩重經》。
唐末最著名的道士是杜光庭，他曾參加科舉失敗，憤然入道，成為天台山高道應夷節的弟子。他眼看天師道流傳於世的道教科儀幾乎失傳，便加以積極搜集，鑑別真偽，分門別類，整理成《道門科範大全集》87卷。書中詳細指導道士每天早午晚祈禱的方式、各種科儀的程序、勸請的諸神、誦經等等，可謂集道教儀式之大成，完成了齋醮的各種作法，為後世一直沿用。此外還吸收和改造了佛教的懺法，使之道教化。杜光庭撰寫了許多有關齋醮、懺法禮儀的書，注釋《常清靜經》，編寫《道教靈驗記》、《神仙感遇傳》、《歷代崇道記》等書。唐僖宗曾召杜光庭進宮，授官麟德殿文章應制，成為道教領袖。後來他隨僖宗避難四川，在青城山結茅居住，僖宗返都後他也曾進京設醮。

## 五代十國
五代時，玉皇、呂洞賓、許真君等神靈開始受人崇信，後來呂洞賓成為八仙之一。後梁廢除管理道士的機構道錄司。後唐時，宮中仍舉行佛道辯論。後周世宗召見華山道士陳摶，問及飛昇及黃白之術，陳摶勸諫說：天子應以治天下為務。
十國方面，907年，前蜀王建召杜光庭作為皇太子的先生，並令其修金籙齋。杜光庭後來向王建辭官，全力投身整理道經，多方搜集在唐末戰亂中失散的道書。繼承王建的王衍喜好道教，受過杜光庭的道籙，去青城山上清宮設醮，視仙人王子晉為王家的祖先，封「聖祖至道王晨皇帝」的尊號。後蜀孟昶追求長生不老，學習金丹口訣，注釋《陰符經》和《參同契》，召見以神符治病的道士程曉，垂詢長生之法。後蜀道士彭曉完全從內丹角度注釋《周易參同契》，對內丹成仙信仰影響很大。內丹學說把人體當作爐鼎，體內的精氣神就是藥物原料，在人體內部燒煉成丹，人就能升仙。吳王楊行密為道士聶師道建立玄元宮，常請聶師道祈禱神靈降臨，祈晴求雨，授以尊號「逍遙大師」。南唐李昪和李璟都讓道士為其煉丹，李昪因此而早卒。李昪又為聶師道的弟子王棲霞修建玄真觀，封「玄博大師」。吳越政治安定，搜集了不少道書，太祖錢鏐專訪道士閭丘方遠，在天柱山的大滌洞為他修建庵堂。閭丘方遠師從天台山道士葉藏質，在唐末時已受唐昭宗召見，但他拒不應召。他一面修道一面博覽群書，反覆研究《太平經》，歸納其重點為30篇《太平經鈔》。

## 宋金

### 北宋
道教與宋朝關係密切。宋太祖曾祭祀老子，多次行幸北嶽廟、太清觀，在華山建造西嶽廟，在京城建造建隆觀，在969年召見龍興觀道士蘇澄隱，詢問養生之術，蘇澄隱勸諫國君必須奉行無欲無為之道。972年，宋朝下詔禁止私度道士，任命劉若拙為左街道錄，集合道士於京城考試，下令學業不足的道士還俗。劉若拙頗得太祖信任，往往在宮中設壇祈晴求雨。宋太宗往往優待著名道士，贊許修建道觀。977年，宋太宗把道士張守真在終南的住宅改為北帝宮，翌年召請華山道士丁少微，丁少微次年進宮，上獻金丹、巨勝等藥材。太宗還在京師與蘇州建太一宮，祭太一神，在舒州建靈仙觀，祭司命真君。984年召見陳摶，賜予「希夷先生」之號，並親赴太一宮祭太一神。992年召請擅長辟穀的隱士种放，但种放未應召，太宗欽佩他的高節而賜錢三萬。擅長方術的王德一請求將私宅改為道觀，太宗應允，賜予壽寧觀名額。太宗還將祖父的舊宅改為洞真宮，設女冠31名。據云張守真得翊聖保德真君傳授為民除妖的劍法，和為國祈福的結壇法。宋真宗時大臣王欽若信奉道教，撰寫《翊聖保德傳》，記載宋室對道教的態度，以及翊聖保德真君下凡的情況、真君教誡等等。
宋真宗時，道教與宋室的關係因「天書事件」而更為緊密。1008年，真宗自稱曾夢見神人，告知將有天書《大中祥符》三篇下降；不久京城發現上有文字的黃帛，認為這就是天降之書。據說天書稱讚真宗，告誡他要清靜簡儉，還說趙宋江山將千秋萬世。真宗將天書下降事件禀告天地、宗廟、社稷，面對三清行天書下降大禮，沿用天書名稱改年號為大中祥符，去泰山封禪，在宮廷門外建立昭應宮供奉天書。不久，天書再次降臨泰山，真宗下詔將天書下降定為天慶節，在都城的太清宮設道場。1009年，官方修撰《天慶道場齋醮儀式》一書，分發全國，召集道士修齋設醮。1012年再有神人下凡事件，真宗得趙氏始祖趙玄朗降臨，事後真宗將玉清昭應宮的一部份改為聖祖殿，並視軒轅黃帝為聖祖，稱昊天玉皇上帝。從此一般人也廣泛信奉玉皇大帝。真宗非常信奉道教，行幸於各地道觀，大量興建道觀，讓女兒入道，使道教教團經濟勢力迅速膨脹。1015年，召見龍虎山天師道第24代天師張正隨，賜號「真靜先生」。從此天師道歷代教主獲賜以先生之號成為慣例。張正隨自稱第24代天師，把江西貴溪縣龍虎山作為本山，傳說當年張魯第三子張盛就任第四代天師，受傳父親的劍與印，拒絕曹魏的官職，南來到龍虎山再興教義。
真宗以宮中所藏全部道書編輯道藏，由王欽若任主編，而實際進行編工作的是戚綸、陳堯佐和道士朱益謙等人，在浙江餘杭縣按舊目錄進行整理，共得4359卷，其目錄真宗御賜名為《寶文統錄》。但《寶文統錄》錯誤頗多，分類欠完善，1013年道士張君房獲任命著作佐郎，重編道藏，把宮中下賜的道經，蘇州、台州、越州保存的各千餘卷舊道藏經，後來宮中再賜予從福建地區獲得的道經，連同摩尼教經書等全部匯集起來，與多名道士一同在杭州編輯，前後七年，編成4565卷，分為465函，於1019年呈送真宗，這就是《大宋天宮寶藏》。張君房又取《大宋天宮寶藏》的精華，編撰《雲笈七籤》一書。宋神宗時，因國家財政拮据，開始發售度牒。本來度牒上要寫上姓名，可是售出的度牒卻沒有姓名，由購買者自己填寫，叫空名度牒，通過地方官或商人之手，大量轉售給個人。出售的度牒越來越多，有時達每年萬份以上，在宋徽宗時甚至超過三萬，因僧道人數太多，一度停止出售，後因金軍入侵，軍費擴大，不得已又重新出售度牒。神宗時一枚度牒價值130貫。後來朝廷連紫衣和大師之號也出售。出售度牒制度使教團喪失威信，出家人質素降低，寺觀藏污納垢。

「教主道君皇帝」宋徽宗

宋徽宗異常關心道教，深受道士劉混康影響，此外魏漢津、王老志、王仔昔、第30代天師張繼先等道士，也經常出入宮廷。宰相蔡京對道教有好感，利用道教討好徽宗。1114年，官府調查五代時被僧侶奪去的道觀，次年下令刪去藏於台州天寧寺的三教圖，和《辨正論》中侮辱道教的文字，甚至燒掉《辨正論》、《佛道論衡》等誹謗道教的佛教書籍。1108年，朝廷制定《金籙靈寶道場儀範》曉喻天下。徽宗又認為有天神下凡，撰寫《天真降臨示現記》。1114年，朝廷設立26等道階，各有名號，相當於一般職稱的中大夫到將仕郎。次年左街道錄徐常知推薦林靈素進宮，使徽宗對道教更為崇信。林靈素修習過茅山派和天師道的道法，擅長役使鬼神、消災的五雷法，被視作神霄派的開祖。他說上帝的長男是掌管南方的長生大帝君，長生大帝君降世便是徽宗陛下，天上還有八百仙卿、仙官，現在全降於人世，協助帝君治國，如宰相蔡京乃左元仙伯。
徽宗下令編輯道藏，1117年完成《政和萬壽道藏》5481卷。徽宗又開設了「道學」（國立道教學校），1118年於太學設《道德經》、《列子》博士，開封府學設道學博士，開創了道士做官的先例。林靈素又報告說長生大帝君降臨，徽宗十分信服，自稱教主道君皇帝，道教畢竟又成了國教。徽宗撰寫《御注道德經》頒佈天下，林靈素在寶籙宮等地講授道經時，徽宗有時也會在座。蔡京設置了16級的道官和11級的道職，這些道官與道職與一般官員享有同等待遇。後來林靈素因過份專橫跋扈而被逐出宮廷，但徽宗尊崇道教的信仰並無改變，直至北宋滅亡。徽宗一朝，道士相當富足，領取俸祿，每次設齋均有數十萬收入，道觀擁有許多田地，道士甚至養有妻妾。許多窮苦百姓也買道服穿上趕赴齋會，為的是混口飯吃，或得幾個零用錢，這叫千道會。
道教教派方面，道士張伯端開創修煉內丹的金丹道，1069年前後，他受傳劉海蟾的金丹道奧秘「金液還丹火候訣」，著有《悟真篇》。傳說自此直至元代金丹道依次傳了七位祖師。張伯端把人體看作一個小天地、小爐鼎，生成萬物的是大天地大爐鼎，在體內煉丹，要懂得天地生成萬物的規則。北宋末年，新道術「天心正法」興起，屬雷法的一種，用呪符驅使雷神，以驅邪、治病、祈雨為目的。信奉該道術的道士稱為天心派，將五代南唐的道士譚紫霄奉為開祖，徽宗時參與編輯道藏的元妙宗就是天心派道士。

### 南宋
宋高宗和宋孝宗都信奉佛教過於道教，只召見天師道的天師。自1145年，朝廷向道士征收免丁錢，道士失去了部份免稅特權。南宋時整理了幾種老子傳記，包括謝守灝《混元聖紀》及賈善翔《猶龍傳》，兩書並記述歷代老子轉生現世之說。1164年，李石撰《太上感應篇》，講述三教倫理道德。天師道與宋室關係較為密切，第32代天師張守真曾用雷法為朝廷治妖，也曾設醮令泛濫的長江退水。第33代天師張景淵曾為皇太子設醮治病；第35代天師張可大曾制伏錢塘江的洪水與驅蝗，受宋理宗召見，獲任命掌管三山符籙及諸道觀。宋理宗還向臣民推薦《太上感應篇》，宣揚道教的善惡報應思想。
教派方面，1128年，江西玉隆萬壽宮道士何真公為了拯救百姓，祈請教主許真君，領受淨明經典，創建西山許遜仙道教團，即後來的淨明道。1171年，淨明道編造最早的功過格《太微仙君功過格》，推動功過格的流行。南宋道士白玉蟾時，內丹術興起，用金丹術語修煉守一，與道合一。金丹派以北宋張伯端為開祖，以《悟真篇》為祖經，傳至白玉蟾得以集大成，其教法以內丹為主，兼擅雷法。南宋天心派道士鄧有功編撰《上清天心正法》，解說天心派道術；神霄派的雷法則由王文卿和薩守堅繼承，其雷法融合了內丹和符籙，經典有《高上神霄宗師受經式》。各種呪法被併入道教諸派，特別合併為天師道的神霄雷法，歸納為《上清靈寶大法》等大型呪法儀軌書籍。

### 金國
金朝是中國宗教史上創教活動最活躍的時代，有太一教、真大道教、全真教三個新道教教派興起。太一教是在約1139年由道士蕭抱珍在河南汲縣所創立，其法籙稱「太一三元」，用符籙治病救災、驅蝗、除妖、祈晴，禁止道士飲酒、食肉、取妻，教派內設有掌管符籙和藥物的役職，受人們讚頌濟世利民，並會埋葬沒有後人掩埋的屍體，拯救勞苦大眾。太一教繼法嗣的道士皆改姓蕭，初興時許多在戰亂中受苦的百姓都前往汲縣要求當蕭抱珍的弟子，遂重修汲縣以東的三清院為庵堂，取名太一堂。教派發展迅速，山東真定、趙州等地都修建了太一堂。金熙宗召請教祖蕭抱珍為皇室治病驅魔。太一教第二祖是蕭道熙，繼嗣時是年僅十歲的少年，善於講法，1169年獲金世宗賜敕道士名額，在河南、山東一帶信徒眾多。蕭道熙曾奉召到燕京，出任燕京天長觀住持，1175年後返回汲縣和趙州，1186年將教主之位傳予第三祖蕭虛寂，當時信徒已達數萬之眾。蕭虛寂選定在天長觀居住，1207年因驅蝗有功，出任道教提點。
真大道教興起於金國。1142年，創教人劉德仁在流浪中遇到神人老子，授與《道德經》的要點，從此開創教派，弟子日漸增加，病人不問遠近都來向他求醫。劉德仁見信徒漸增，制訂了九條戒律。真大道教的本旨是清靜無為，仁愛慈儉，禁止色欲、殺生、飲酒，要拯救他人擺脫痛苦，不爭吵，去掉私心與邪念，不靠人施捨，自力耕作、種桑養蠶以求衣食。祖師不用符籙，只對天祈禱為人治病，早晚燒香和恭敬拜天。真大道教以《道德經》為中心，兼收佛教的五戒十善和忠孝仁義的儒家教義，有三教合流的傾向。1161年，劉德仁奉詔上京，住於天長觀，展開佈教活動。但真大道教第二祖和第三祖和金朝關係不算密切，沒有受到皇室援助和恩惠，到金代末年方有該派道士獲任命為道官。

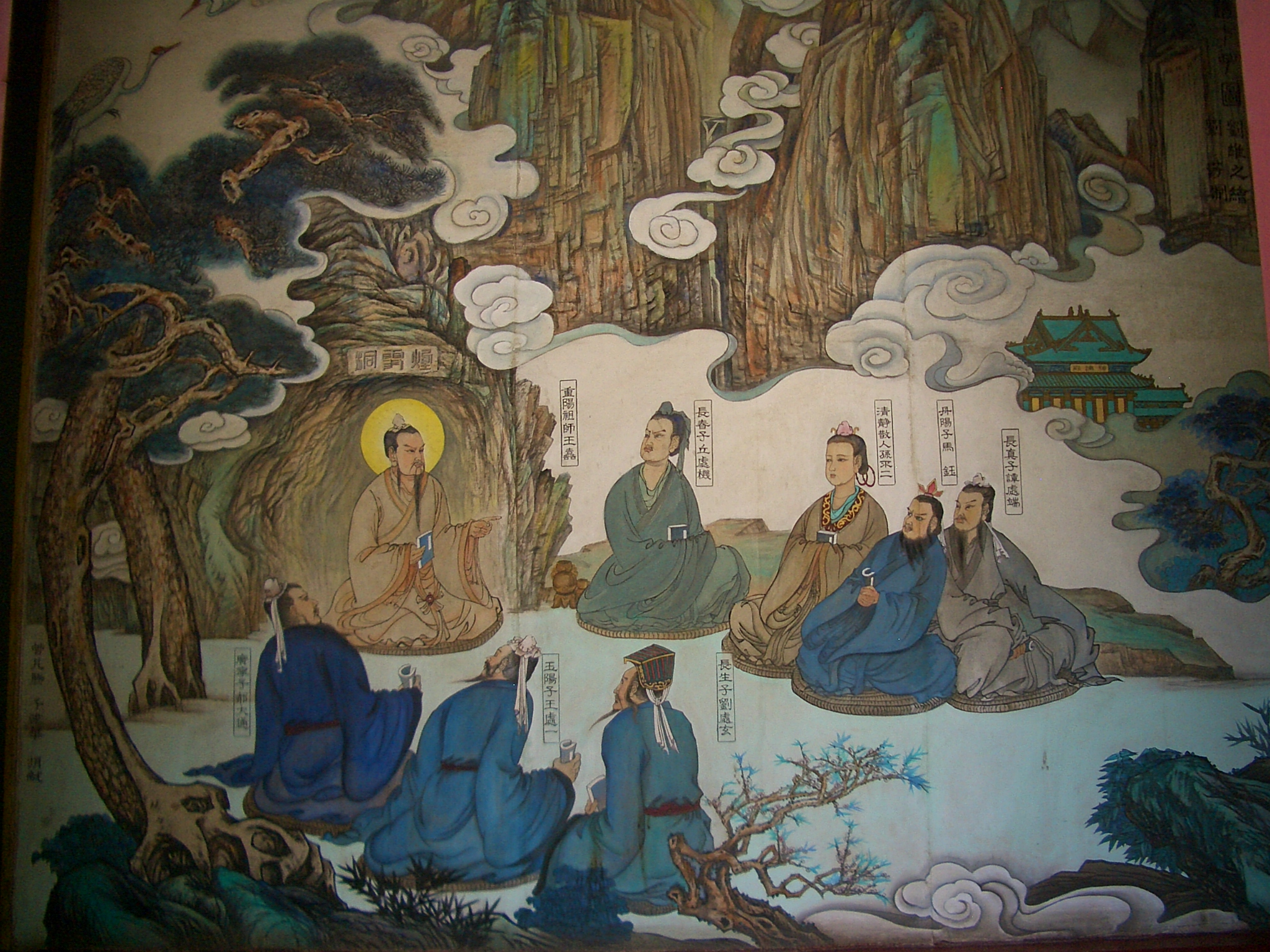
王重陽與弟子七真

全真教祖師王重陽出身豪門，武舉及第，不滿只能充當征收酒稅的小吏，辭職到終南山隱居，1159年在甘河鎮遇某隱士，受傳金丹道口訣，從此皈依宗教，此事全真教稱為「甘河遇仙」，該隱士是鍾離權、呂洞賓或劉海蟾。王重陽從此與世隔絕，當了道士，專心修行，1161年自挖墓穴，在穴中坐禪，兩年後又埋掉墓穴，在劉蔣村結廬而居，一邊修行一邊布教，但當時幾乎無人合作，僅有弟子三人。1167年，王重陽燒掉茅庵，隻身前往山東。後人在劉蔣庵的廢墟上建立重陽萬壽宮，教徒稱之為祖庭。到山東後，王重陽在寧海州會見了富翁馬鈺，並在其家食住，在庭院修建全真庵寢居，終於說服馬鈺為其弟子，此後許多人開始信奉此教，王重陽挑選了馬鈺、譚處端等七人為高足，一面指導一面佈教，在山東北部沿海組建了五個教團，然後他率領高足回去陝西，1170年到達開封時病逝。馬鈺等七位弟子被種為全真教的七真，而東華帝君、鍾離權、呂洞賓、劉海蟾、王重陽則合稱五祖。
王重陽著有《立教十五論》教誡弟子，具有三教同源思想，規勸人讀《般若心經》、《孝經》、《道德經》、《常清靜經》，把三教比為鼎的三隻腳，其教義吸收了佛教尤其是禪宗的思想，規勸人出家、雲遊，主張不立文字，以打坐為修行方法。馬鈺把行坐住臥全稱為「行道」，這正是禪宗的說法。全真教視酒色財氣為修行的大敵，禁止殺生、偷盜，訂立全真清規，有逐出、罰拜等六種懲戒。全真教把道士的修行分為「真功」和「真行」兩種，真功是個人心性的修煉，要保持清淨不動心；真行就是積德，要拯救貧苦有難的窮人。全真教排斥過去道教重視的符籙、呪術、外丹。1170年王重陽死後，馬鈺、譚處端、劉處玄和丘處機把祖師的遺體運回祖庭安葬，守喪三年，然後各奔他方佈教。
馬鈺為全真教第二祖，留在陝西中部發展教派勢力，發展迅速。1181年，金朝下令道士由京兆府返回鄉里，馬鈺返回山東，而弟子已在山西、陝西佈教。馬鈺在山東，與七真之一王處一、劉處玄繼續佈教，教派勢力在各地壯大起來，王處一受金世宗召見，獲召住天長觀，並垂詢長生不老之法，次年丘處機亦獲召見，獲邀主持世宗的生日祭禮。金章宗時，劉處玄也曾被召見。但金章宗又禁止秘密建立茅庵及道觀，沒收無敕名額的觀庵，這些禁令打擊了全真教，祖庭的道士流散四方。1197年，金國為了維持猛增的軍費，開始發售空名度牒，全真教乘機購買道觀名額，同年王處一得章宗召見，他買得敕名額後，把祖庭改為靈虛觀。劉處玄也得到章宗召見，全真教購買度牒者三百餘人，觀主呂道安買了數十張道觀名額。金朝末年，丘處機領導全真教，居於棲霞縣太虛觀，獲朝廷賜予道藏，敬慕者與日俱增，1214年協助金國平息山東的叛亂。但金宣宗和宋寧宗召見丘處機的邀請，都被拒絕。全真教的特徵是道觀制度、禁欲和自我修養，道教出家修練至此成為制度，基本精神是過儉樸的生活。入道者須出家住於觀庵，其生活規範、托鉢和雲遊的方法，都模倣禪宗的清規。在全真教陸道和的《全真清規》，明顯看到《百丈清規》和《禪苑清規》的影響。

## 蒙元
全真教在蒙元時大盛。1219年丘處機獲成吉思汗召請，他為了阻止蒙古人的殺戮和發展教派的勢力，接受弟子尹志平的建議，翌年率尹志平等18位弟子北上，到達位於印度河上游的成吉思汗行宮，三次晉見成吉思汗，被詢問及有無長生不老之藥，他答以敬天愛民、清心寡欲、不可殺人等教晦。丘處機在行宮逗留了近一年，獲成吉思汗授予道士免除一切稅的特權，於是於1224年回到北京，住於天長觀。1227年，成吉思汗改天長觀為長春宮，下旨由丘處機統轄全國道士，掌管道教一切事宜。丘處機過世後，弟子尹志平繼位，全真教利用金元交替的混亂時期，在各地修建道觀，救濟水深火熱中的貧民，尹志平師弟李志常等人謁見過窩闊台，與蒙古皇室關係密切。期間宋德方分別在太原的龍山與山東掖縣的寒同山，開鑿道教石窟，另一方面，宋德方等全真道士有鑑於道經於戰亂中喪失，於臨汾縣的玄都觀用八年時間著手編輯道藏，於1244年完成約7800帙的道藏，收錄了許多跟全真教有關的典籍。
李志常繼尹志平出任掌教，他曾在哈剌和林修建道觀和教授蒙古貴族子弟，當時各路道官均由全真教道士擔任，教徒遍布天下，李志常受任命為北京玄學主管，全真教勢力達到全盛期。但部份全真教道士把寺院霸佔為道觀的做法，以及刊行《老子化胡經》及《老子八十一化圖》，嚴重刺激了佛教，引起了佛道論爭。蒙哥時代，雪庭福裕與李志常有過爭論，李志常敗北；1257年在忽必烈面前又起辯論，全真教再次敗北，結果《化胡經》等經書連同刻板被焚燬，17名道士被脫冠脫服。1281年，忽必烈再次審查道經的真偽，決定除《道德經》外，把其他道書統統燒掉。全真教抵受得住佛道論爭敗北的打擊，仍在各地建道觀、設醮，與元室關係仍然密切，五祖七宗獲得忽必烈的追封；1310年，五祖七宗又獲元武宗加封。14世紀初，金丹派的陳致虛為了壯大教派的聲勢，與當時的全真教拉上關係，宣稱金丹派是由王重陽與馬鈺，傳至趙友欽與陳致虛，自此人們就認為金丹道一派也屬於全真教，張伯端等七位道士也被視作全真教的祖師。
太一教的勢力受到蒙元的認可，第四祖蕭道輔與忽必烈有密切聯繫，於1246年及1252年，分別受窩闊台之妃和忽必烈召見，在士大夫中也享有盛名。忽必烈即位後，第五祖蕭居壽常受命設醮，在北京和哈剌和林建太一廣福萬壽宮。1279年，元室給太一教歷代教主追封真人號。第六祖蕭全祐同文人名士有密切交往，當時太一教信徒東起山東，西至陝西，北至哈剌和林，幾乎遍佈北方。第七祖蕭天祐常為元朝舉行祭祀。真大道教亦得到蒙古帝國的承認。第五祖酈希誠在動亂中往來山東、河北等地，竭力維持教派，建立了幾個道觀，受蒙古憲宗召見和賞賜，在北京城南給他建立天寶宮，獲得在每州設一名道官的權利，以便統轄信徒。教派的勢力甚至發展到蒙古本土，酈希誠可謂真大道教的中興之祖。從第六祖孫德福到第八祖岳德文，真大道教都厚受優寵。1281年北京長春宮審核道藏內容時，第七祖李德和與全真、正一兩派的教主同時出席。第八祖岳德文時，教派勢力還深入江南，在江南有數千信徒和400個庵觀。在13世紀末，真大道教因嗣教問題發生內鬨，第九祖張清志因討厭鬥爭而到華山隱居，後來復職平息紛爭，威望甚高。
元朝天師道又叫正一教。1276年臨安陷落，忽必烈召見了第36代天師張宗演，厚待禮遇，令其統轄江南道教，據說張宗演還有權發給度牒，並在各地設立道官。忽必烈在京城建立崇真萬壽宮，命張宗演弟子張留孫任住持，此道觀成為正一教在京師的本山。張留孫侍奉於忽必烈近側，獲得集賢院中道教主管職，在元武宗時當上集賢院的主管，甚受恩寵，於文人中頗有名氣。其弟子吳全節亦深受皇室信任，於1298年任崇真萬壽宮提點，其後繼張留孫任集賢院道教主管，統轄江南地區的道教。在元代後期，皇帝對正一教與全真教大體上採取一視同仁的態度。南宋初寧全真創立東華派，元初林靈真時是東華派的全盛期，林靈真撰有《靈寶領教濟度金書》320卷，記錄其靈寶齋法。淨明道重視對百姓的教化，強調實踐倫理，刪除繁瑣的呪術教法，否定出家思想，提倡對民眾進行社會救濟，重視忠孝道德。元初玉隆萬壽宮道士劉玉清整淨明法中雜多的呪術道法，創立了淨明道。淨明道又編寫功過格小冊子，宣揚道德實踐。許多宋元時期的各派道法於元末明初時彙編為《道法會元》一書，以清微派、靈寶派為主，兼及正一、淨明及神霄等派。

## 明代

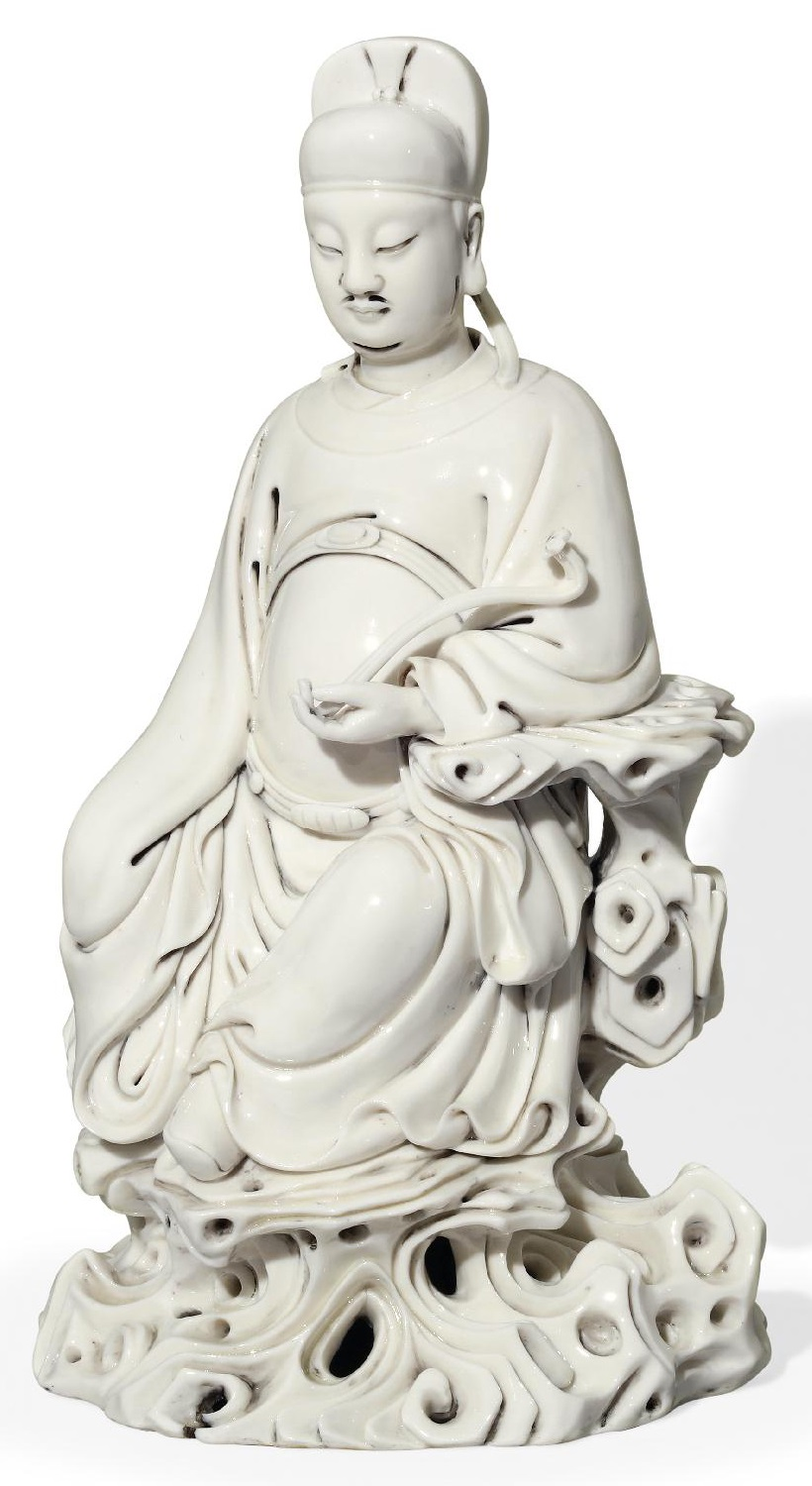
明代何朝宗文昌帝君坐像

明朝推行嚴格的宗教統一管理政策，以實施中央集團和整頓僧道。朱元璋稱帝不久，即設置玄教院，統一管理道教，1373年，下詔在各府、州、縣各設立一所道觀，集中道士在此住食，進行考核，合格者才給予度牒。1382年改組玄教院為道錄司，分為全真、正一兩派，同一官職分設左右兩員。江西龍虎山設正一真人一名，閤皂山和茅山各設靈官一名，太和山（武當山）提點一名。1395年將出家人集中於京城進行考試，未掌握經典者令其還俗。明成祖自命為真武神轉世，據說武當山就是真武神的居住地，故成祖大力修建武當山道觀。明宣宗時代，把原來規定每三年發一次度牒的制度，改為五年一次到十年一次，在明憲宗時代甚至二十年未發過一次度牒，以保證出家人的質素。憲宗後期開始因財政困難而發售度牒，當時價值是十至十五石米，明世宗時則價值白銀四兩至十兩不等。正一教方面，元末明初的天師是第42代天師張正常，據云他善於以符水治病，受人崇拜，曾一再受朱元璋召見，受令以正一教主身份統率道教，官階正二品，但朱元璋因「天師」的稱號侵犯了天子的權威，因而廢止，改稱真人。其後各代天師仍常奉召入宮設齋，密切關係一直維持至明末。惟第46代天師張元吉曾犯殺人罪，被剥奪真人號並判刑兩年。
明朝皇帝中，最醉心於道教的是明世宗，他好鬼神之說，日夜設醮，寵信正一教道士邵元節、陶仲文，自稱「靈霄上清統雷元陽妙一飛元真君」，與宋徽宗一樣可稱為道教皇帝，最後因服丹藥而致死。邵元節於1524年首次入宮祈求雨，深受世宗信任，受命總領道教。陶仲文受邵元節推薦，擅長符呪和房中術，曾宮中驅魔及治癒太子疾病，身兼少傅、少保、少師之職，位極人臣，可謂前所未有。編纂道藏方面，元末道藏散失不全，明惠帝即位後不久即下令編輯道藏，明英宗繼承其遺願，於1445年完成5305卷的《正統道藏》，下賜予白雲觀為首的各地著名道觀。第50代天師張國祥感到有需要增加道經，於1601年奉命給《正統道藏》續編180卷道經，稱《續道藏》。
明代全真教勢力衰落，與帝室無密切關係，有南宗與北宗之分，北宗是王重陽系統，南宗是張伯端系統，把張伯端等七人與馬鈺等七真對應起來。武當道興起於湖北均縣以南的武當山，傳說武當山是玄天上帝（玄武）所居之地，在元代已有多所道觀。武當道在明室的贊助下得以恢復，明成祖下敕在武當山祭禱玄天上帝，為告慰太祖之靈與為人民祈福，又在山上修建了四座道觀，各道觀都住五十名道士，獲賜許多田地。武當道以煉丹、驅邪為本領，與武當道有關的道士張三丰擅長辟穀，頗受民眾歡迎。明代士人在科舉前常通過扶乩，預測考試題目及功名前程，呂祖和文昌帝君都是乩壇主要的降乩神明。明清時代道教的特徵是，將民間信仰中受歡迎的神靈，如文昌帝君、媽祖、關公、蠶神等積極納入道教，各自創作道書，結果讓道教與民間信仰的界線變得模糊。

## 清代

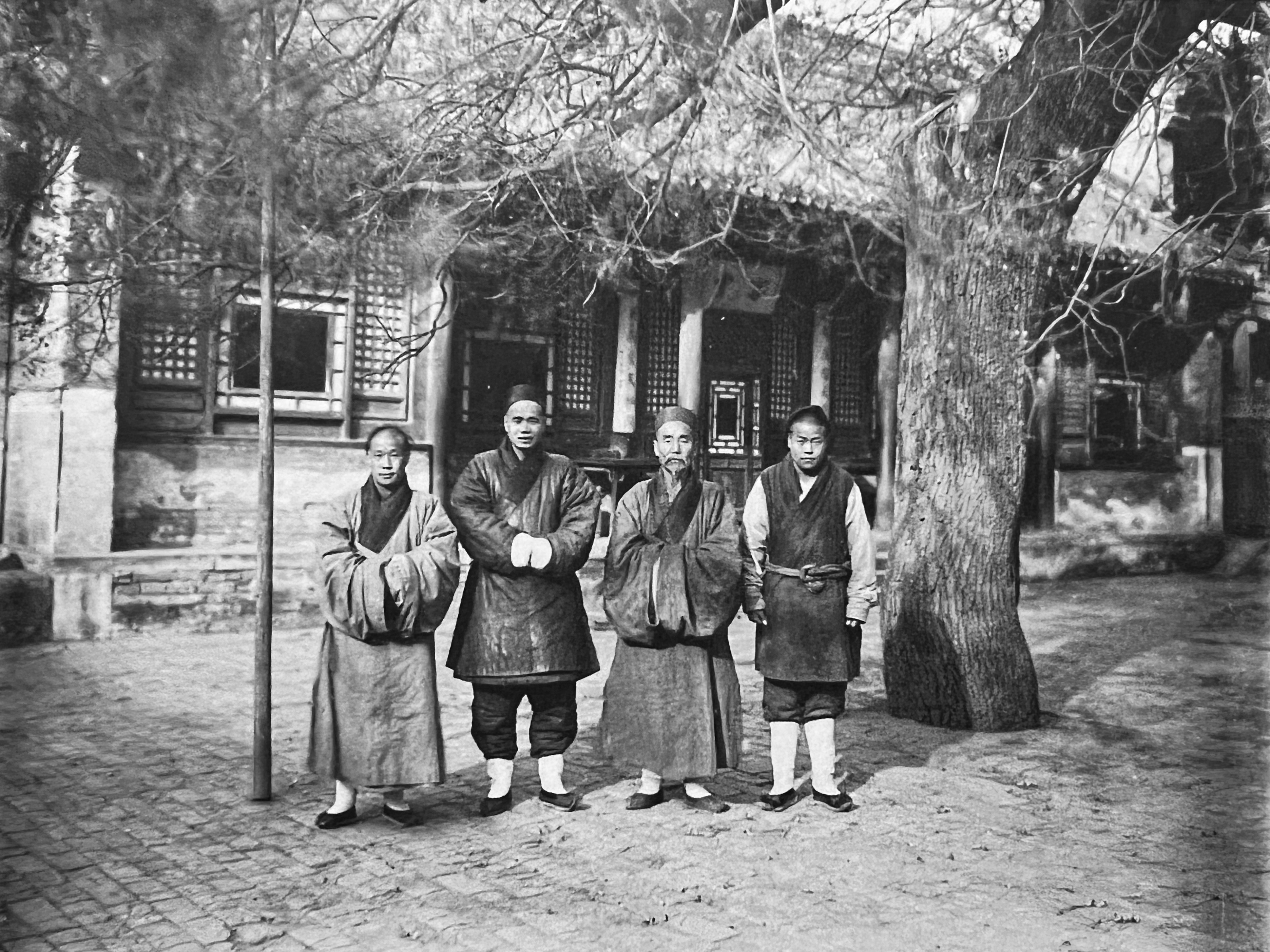
清末白雲觀道士

清代道教並無積極活動的教派。正一教起初與朝廷有良好關係，歷代天師必定入朝受賜，但清朝比明朝輕視天師。第52代天師張應京入朝時，順治帝賜其一品印，而乾隆帝將天師降至正五品，繼而不讓天師晉謁皇帝，僅由禮部引見，道光帝則禁止天師入宮，取消正一真人之號。但在一般人心目中天師的威望仍然很高，正一教道士仍在各地設醮、驅蝗、求雨等，在小說中天師則是神通廣大的道士。全真教方面，白雲觀第七代住持王常月德高望重，獲順治帝三次賜給紫衣，在白雲觀設戒壇培養道士，制定清規戒律，從那時起白雲觀起到十方叢林的作用。王常月公開發放度牒發展信徒，在白雲觀主講道法，有千多人入道，被視作全真教的中興。全真教道士都要遵守初真戒、中極戒、天仙大戒，這些戒律沿用到民國時期。屬金丹派的劉一民自稱悟到金丹是貫通三教之理，領會者能成聖，他專一培養弟子和著書立說，撰有《道書十二種》等著作。在清代，不少道士兼有佛號，將佛道兩教結合起來修行。
道經編纂方面，清政府不積極支持重印道藏經，整個清代沒有重刊過《正統道藏》。康熙年間彭定求編成《道藏輯要》，收道書近300種，部份是《正統道藏》沒有收入的明清人著作。第一部《呂祖全書》於1744年在湖北武昌的呂祖乩壇涵三宮完成彙輯，此後於乾隆、嘉慶二朝，在杭州、蘇州和北京，相繼出現由不同呂祖乩壇弟子編纂和刊刻的三種《呂祖全書》。閔一得編纂道教叢書《古書隱樓藏書》，以丹書為主，金蓋本收書36種，萬本收28種。汪登偉指所謂《道藏續編》實為丁福保見到《古書隱樓藏書》後，據此增刪編修而成。
淨明道方面，清初全真教法嗣徐守誠住在西山學習淨明道，長期執掌淨明道本山玉隆萬壽宮宮事，與繼承其位的周德鋒一起，刊行《太上靈寶淨明宗教錄》，書中修改了淨明道傳統的祖師系譜，新加入呂洞賓和白玉蟾兩位真人。雖然正一天師地位遭貶降，正一派火居道士（不出家的道士）及其法事儀式仍在民間發展，聯繫緊密。清末北京城有60多座道觀，以及大大小小500多座道教的神廟。在各城市和鄉間，祈安大醮、超度齋會，以及各類祭典遊行和酬神演戲活動，是隨處可見的常景。清代各地也紛紛湧現以扶乩活動為中心的道壇或道堂，它們並非以道士或道觀為核心，而是以皈依弟子和信眾為中心，供奉呂祖等神靈，透過扶乩與神明直接溝通。台灣方面，據說1590年時道教開始傳入台南，傳教者是出身福建漳州的閭山三奶派道士。17、18世紀時，大量移民從福建省來到台灣，也帶來了道教。1740年，茅山派和正一教傳入台灣北部；1823年，清微派道教亦傳入。全真教傳入台灣，可追溯至咸豐初年駐台南三官廟的龍門派道士，但傳承情況不明。

## 中華民國

### 大陸時期
為了振興道教，1913年中國全國道教總會成立，於白雲觀設本部，重要地區設立分會，但並未發揮重大作用，道教教團勢力進一步受削弱。五四運動要破除迷信，道教遭受政治和經濟上的雙重打擊，常被貶為迷信風俗，對知識份子來說是必須拋棄和廢除的舊傳統，道教影響力明顯下降。道教信仰被錢玄同、魯迅等人攻擊為騙人的或毫無意義，道教越發被知識份子拋棄。道教在五四運動以後受到批判並非個別現象，當時是整個傳統文化都被全面否定。民國時，龍虎山流傳著「雖滅不滅，雖絕不絕，六十三代」的預言。1927年，國民政府的江西省政務會議下令取消張天師名號，沒收其財產，第六十三代天師張恩溥被逐出龍虎山，前往上海，在1949年12月遷居台灣。1928年，國民黨公佈神祠存廢標準，五嶽、龍王、城隍、文昌、財神、瘟神、趙玄壇、狐仙諸神都列入廢除之列，畫符念呪的道教應廢除。正一派火居道士的道館業務，在1930年代的風俗改革運動中被勒令停止並取締。1934年的新生活運動亦提倡破除迷信，但人們照舊信賴諸神、趕廟會。抗戰期間，道教教團沒有經濟基礎，道士只是無所作為地打發日子，許多道觀都挪作他用，唯有瀋陽太清宮和北京白雲觀等絕少數道觀仍保留宏大規模和嚴肅面貌。

## 中華人民共和國

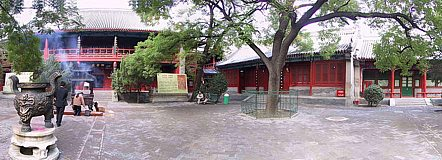
北京白雲觀一景

### 遭受打壓
1949年以後，政府規定不准從事占卜算命、符水治病等活動，齋醮法事則不得在非宗教活動場所進行。正一道館陸續關閉，正一派火居道士沒有了固定的道館，失去生存的基礎，紛紛另謀生計。只有以道觀為中心的全真教繼續傳播道教。道教不僅退出中國大陸政治體系，並在文化、教育、藝術、文學等領域被邊緣化。道教信仰和儀式在民間社會受到政治打壓，百姓對道教神明的香火供奉完全被禁止，道教活動在中國大陸社會幾乎完全消失。許多道士成為農民，許多宮觀被迫關閉或遭破壞。道觀變成學校或工廠，白雲觀不少道士都找到新職業和還俗。政府於1957年以白雲觀為本部，成立了中國道教協會，保障與政府方針同心協力的道士的生活，並維修著名道觀作為文化遺產加以保護，如重建山西芮城縣的永樂宮，修復太原龍山的道教石窟等。但人們已拋棄了道教信仰，既無人請求道士念呪和驅邪，也無人信仰財神，去道觀僅是為了參觀文物。1950年白雲觀尚有24名道士，到1966年前後只剩下幾名，道士在這裏學習毛澤東思想。在1949年前後，四川全省有五百多個道士，後來只剩下幾十個。文革以前，成都的百多個道觀只有一個被保留下來，四川省只有四大道觀對民眾開放。

### 復興
1980年代以後，中國大陸開始開放發展，道教重新煥發生機，大量道觀獲得恢復和重建，道教儀式活動亦得以重新發展，在1980年代，中國大陸約有三千名道士。宮觀是人們過年過節常去的地方；1980年代中期，百多個道觀對公眾開放，有廿多個宮觀開始培養年輕道士，每個宮觀裏大約有廿來個年輕道士。一些大宮觀生產酒、茶等飲料，同時為參觀遊覽者提供服務，接受捐助，武當山每年接待了70萬的朝山者。雖然道教成為文化傳統的一部份，影響廣泛，但人們不願意被稱為道教徒。1990年代以後，宮觀緩慢地恢復，其速度遠遠不及佛教寺廟，因道教多以儀式服務為主，在講經論道上相對薄弱，其形式難以凝聚在家居士或成為聚會組織，較難在當代社會爭取到資源。

### 現況
據2017年統計，正式登記註冊的道教場所有8200多處，教職人員有四萬多人，道教度亡法事仍為人民提供精神安慰。香港方面，因為時局政權變化，許多廣東道教團體和正一派道士南遷香港，在殖民地政府宗教自由的政策下，道教信仰和儀式得以茁壯生根。至今香港有百多所的道觀、道堂和道壇，道教儀式蓬勃發展，太平清醮仍在鄉村社區定期舉行，長洲的太平清醮更成為國家級非物質文化遺產。

#### 對於道教的現況的其他看法
有文章聲稱目前道教在港澳台地區仍然流行，而在其他大洲，也有道教宮觀。然而，漢傳佛教方丈釋星雲博士聲稱，雖然現今道教仍然流行，但是它已經淪為以殺牲祭祀、符錄齋醮、臨喪招魂、除妖作法、風水勘輿等江湖術士之事為主要特徵的民間宗教，他聲稱，在台灣，宮觀雖多，也能在裏面找到廟公，但很難找到道士，可見其衰落的趨勢，由於道教既難以走出中華而成為世界性宗教，又無法去除其濃厚的迷信色彩，因此在踏入現代之後，道教已經逐漸沒落。